# Dmitri Chtcherbinovski
Dmitri Chtcherbinovski, né le 1er janvier 1867 (13 janvier dans le calendrier grégorien) à Petrovsk (Oblast de Saratov) et mort le 27 novembre 1926 à Moscou, est un peintre russe impressionniste, pédagogue, membre du mouvement des Ambulants, un des élèves préférés de Pavel Tchistiakov et d'Ilia Répine,,.

## Biographie

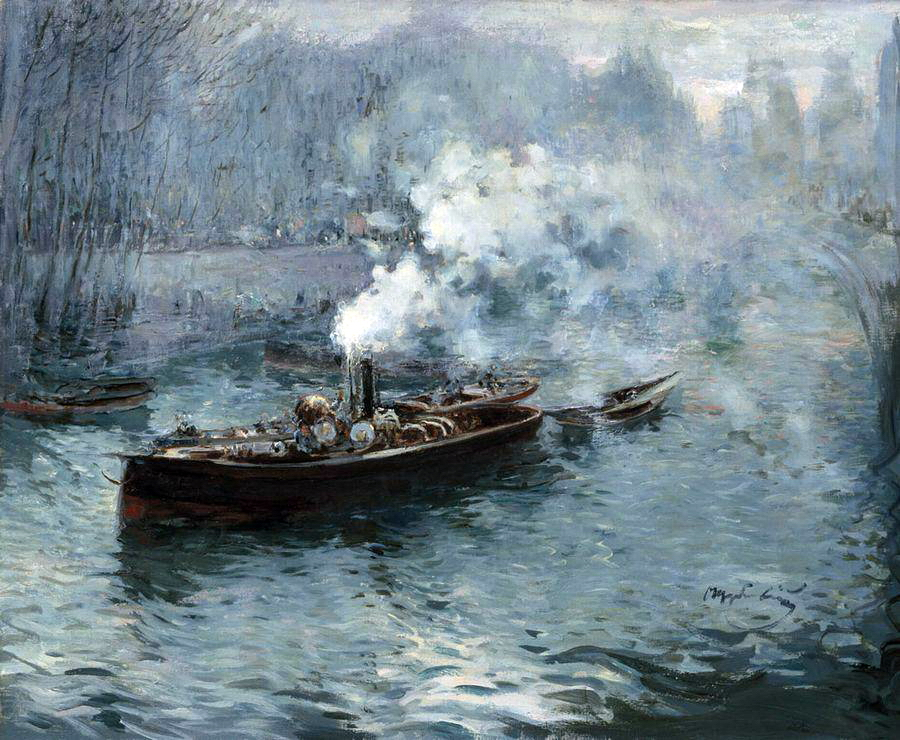
« le Vapeur », (1902), carton, huile — Musée-réserve de l'État d'histoire et d'architecture de Rybinsk

Dmitri Chtcherbinovski est né dans une famille de commerçants, dans la ville de Petrovsk chef-lieu de district dans l'oblast de Saratov. Il reçut sa première formation artistique auprès de Vasili Konobalov au collège de Saratov.
Sur l'insistance de ses parents, il s'inscrit en 1885 à la faculté de droit de l'Université d'État de Moscou, et y termine ses études en 1891. Durant ses études à l'université il s'inscrit à des cours du soir de dessins auprès de Vassili Polenov. Ce dernier lui recommande instamment de poursuivre une formation artistique.
En 1891, il entre à l'Académie russe des beaux-arts dans la classe de Pavel Tchistiakov, ensuite en maîtrise chez Ilia Répine. Le 30 octobre 1896 il obtient grâce à son tableau « La salle des avocats pendant une suspension de séance » le titre d'"artiste" et le droit de partir à l'étranger comme étudiant boursier.
À partir de 1898, il étudie à Paris auprès de l'Académie Julian et de Tony Robert-Fleury grâce à cette bourse.
Il revient en 1900 à Saint-Pétersbourg et donne des cours pour l'école créée par la princesse Tenicheff. À partir de 1904, ensemble avec Konstantin Pervoukhin, il donne des cours à l'académie d'État de Moscou pour l'art et l'industrie du nom de Stroganov. (à partir de 1918 c'était la première académie artistique libre de l'État). Pour ses activités dans l'enseignement il est décoré de l'Ordre de Sainte-Anne.
À partir de 1915, il est membre de la société des Ambulants, et participe aux expositions XLII, XLIV, XLV, XLVI.
Il enseigne dans divers instituts des arts et métiers, devient membre du conseil professionnel des artistes-peintres de Moscou.

## Opinions des contemporains sur l'œuvre du peintre
« Chtcherbinovski a une intelligence exceptionnelle, il fait preuve d'un grand talent et d'une culture et d'une sociabilité peu commune. » Ilia Répine
« Il est actif du matin au soir et il a un tel succès qu'il fait des jaloux... Maintenant je pense qu'on ne l'oubliera pas de sitôt et que les miracles qu'il accomplit sont faits pour durer. » Igor Grabar
« C'était un homme très cultivé et un orateur hors pair. On est venu étudier dans son atelier, c'était un excellent pédagogue. Bien qu'il se lia d'amitié à Constantin Korovine, Valentin Serov et Mikhaïl Vroubel, il était intransigeant vis-à-vis des nouveaux, comme par exemple avec Piotr Kontchalovski, chez qui j'ai moi-même étudié. Quant à Ilia Machkov, Aristarkh Lentoulov, mais aussi Paul Cezanne, Pablo Picasso, Henri Matisse — il les considérait tous comme des futuristes et ne s'attardait pas sur eux. Lui-même était excellent dessinateur, l'art du dessin était le premier qui était critiqué par le nouvel art, si bien qu'il considérait que ces artistes, ne sachant pas dessiner essayaient par tous les moyens d'attirer l'attention sur eux. Dmitri Anfimovitch Chtcherbinovski était capable avec brio et humour de réduire à néant ce nouvel art de gauche appelé futuriste. Un art qu'il regardait avec un mépris hautain : de mauvais goût, du gribouillage d'enfant... » Alexandre Labas

## Galerie

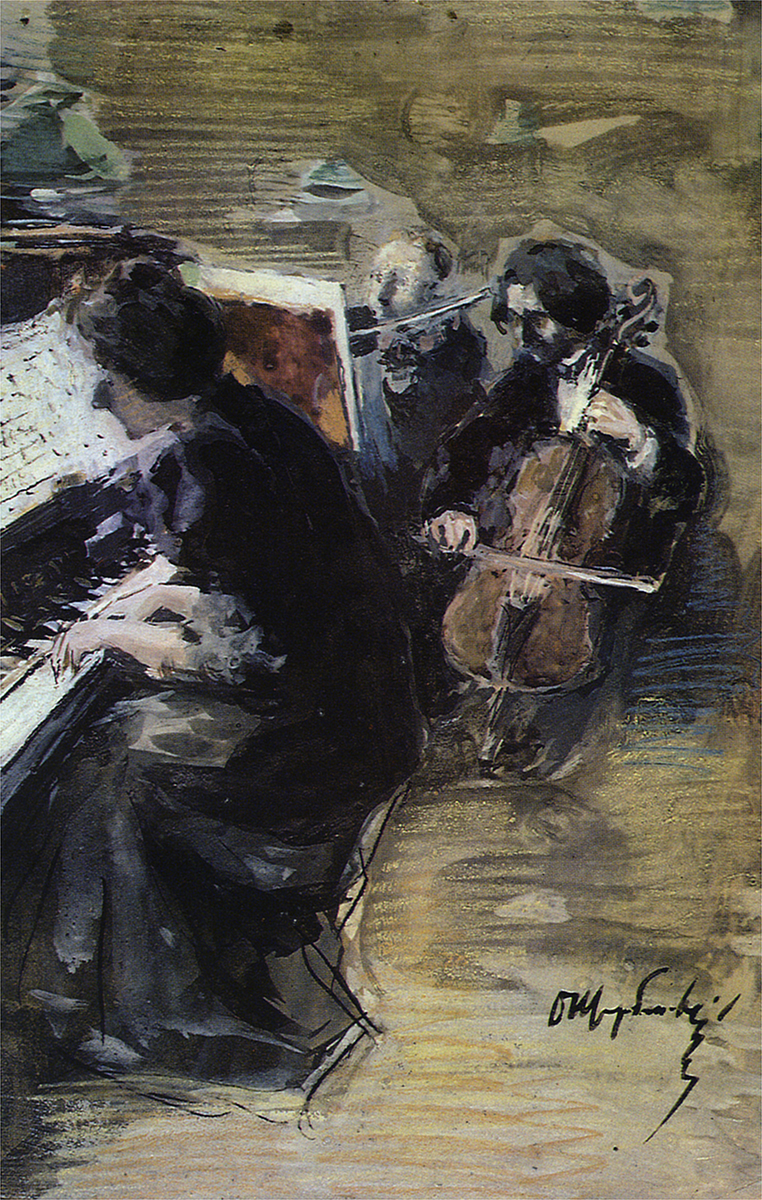
Trio, 1894, papier, gouache — Musée des Arts plastiques d'Omsk Mikhaïl Vroubel.
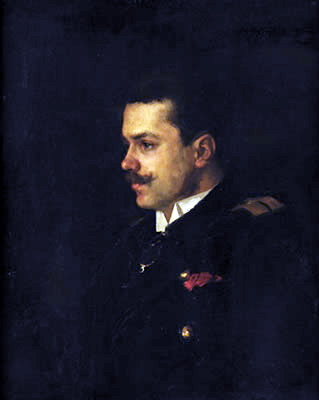
Profil d'officier, 1895, huile sur toile — Collection particulière.
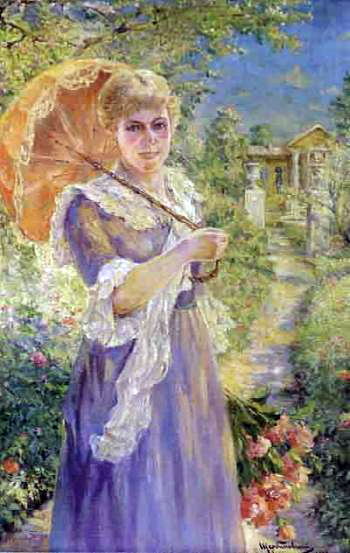
Dame au parasol, 1899, huile sur toile — Collection particulière.
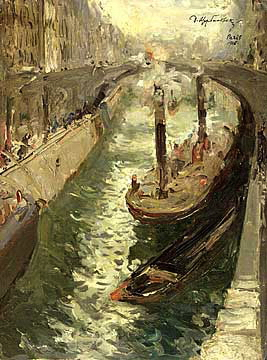
Canal à Paris, 1900, huile sur toile — Musée des Beaux-Arts de l'Oblast de Louhansk.
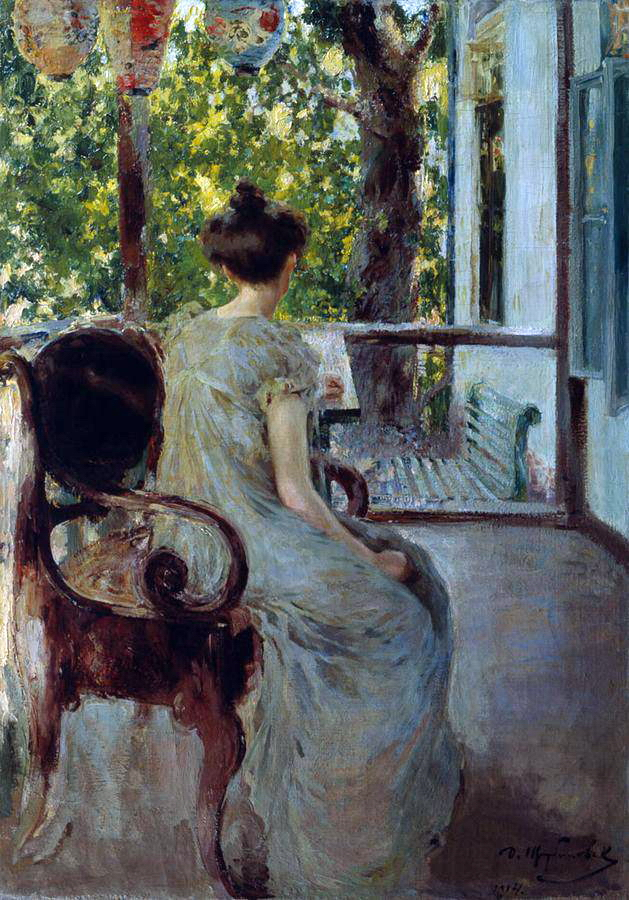
Style Empire, 1904, huile sur toile — Musée des Arts plastiques d'Omsk Mikhaïl Vroubel.
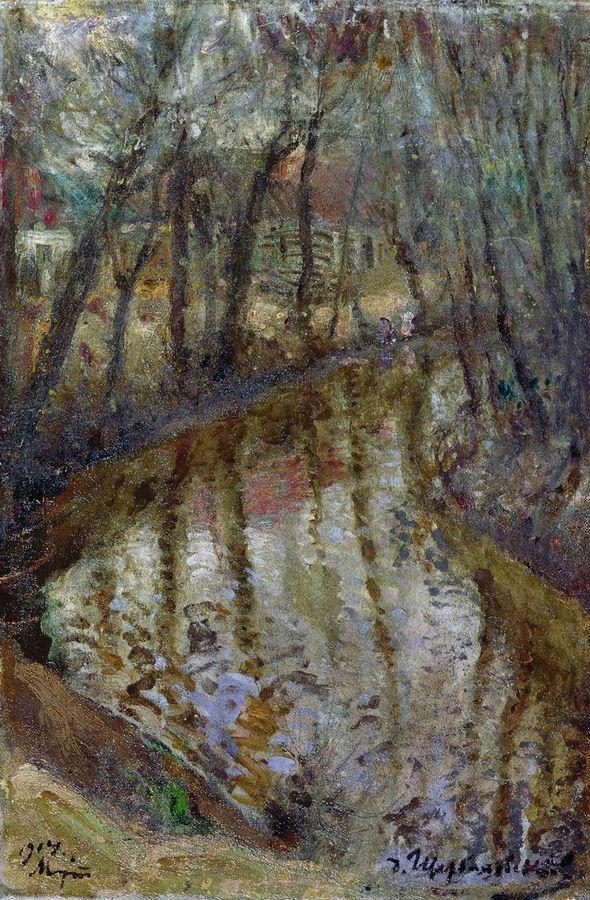
Mars, 1914, huile sur toile — Musée national de la République Komi.
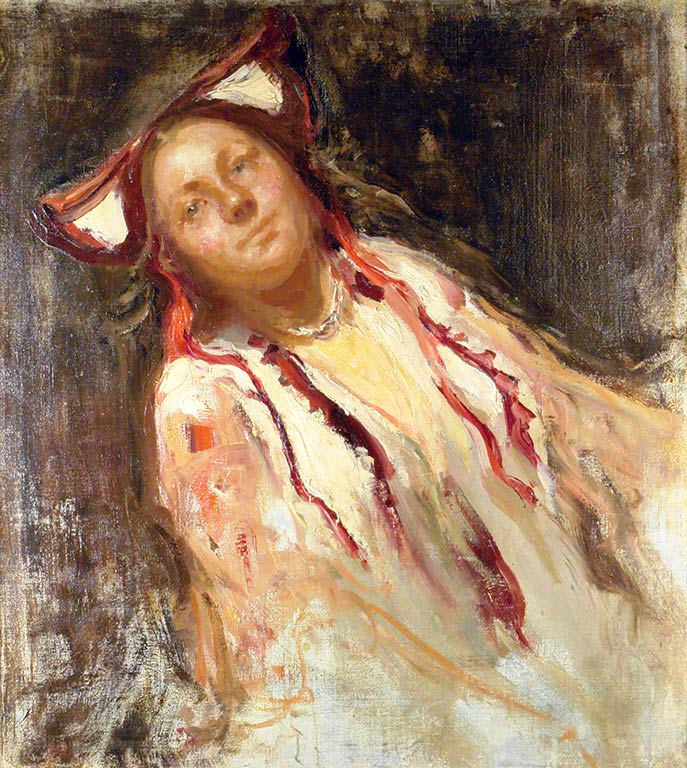
Jeune paysanne, avant 1926, huile sur toile — Musée de l'Oblast de Kalouga.
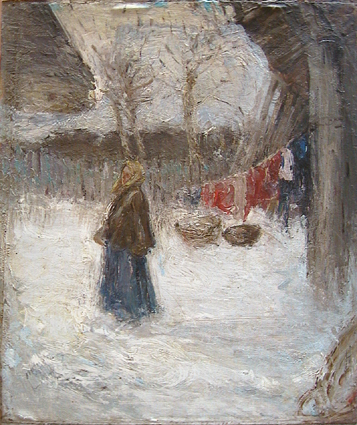
Linge et blanchisseuse, 1904, carton, huile — Musée des Beaux-Arts de l'État de Tchouvachie.
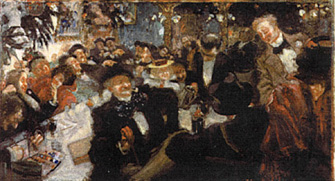
Café à Paris, (1897-1900), huile sur toile — Musée des Beaux-Arts de l'État de Tchouvachie.
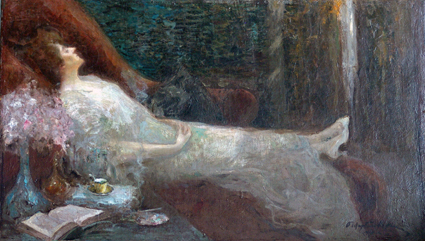
Portrait d'actrice du théâtre parisien "le Grand Opéra", 1897-1900, huile sur toile — Musée des Beaux-Arts de l'État de Tchouvachie.

## Liens
- (ru) « Произведения Д. А. Щербиновского в собрании Чувашский государственный художественный музей » [archive], Чувашский государственный художественный музей,‎ 25 mai 2012 (consulté le 6 mai 2012)
- (ru) « Д. А. Щербиновский в Энциклопедии живописи и графики Art-каталог », sur art-catalog.ru (consulté le 6 mai 2012)

- (ru) Cet article est partiellement ou en totalité issu de l’article de Wikipédia en russe intitulé « Щербиновский, Дмитрий Анфимович » (voir la liste des auteurs).